# Anguilcourt-le-Sart
Anguilcourt-le-Sart település Franciaországban, Aisne megyében. Lakosainak száma 281 fő (2022. január 1.). Anguilcourt-le-Sart Achery, Brissay-Choigny, Courbes, Danizy, Mayot, Nouvion-le-Comte, Renansart és Versigny községekkel határos.

## Népesség
A település népességének változása:
| Lakosok száma | 343  | 299  | 278  | 279  | 304  | 310  | 315  | 323  | 308  | 281  |
|               | 1968 | 1982 | 1990 | 2006 | 2013 | 2015 | 2017 | 2019 | 2020 | 2022 |